# Carnegie Hall (album)
Carnegie Hall je koncertní čtyřalbum Franka Zappy, vydané 31. října 2011 jako součást Zappa Family Trust. Album vyšlo u Vaulternative Records.

## Seznam skladeb
| Disk 1 | Disk 1                                       | Disk 1               | Disk 1 |
| Pořadí | Název                                        | Autor                | Délka  |
| ------ | -------------------------------------------- | -------------------- | ------ |
| 1.     | I Just Can't Work No Longer                  | Mayfield, Butler     | 2:32   |
| 2.     | Working All the Live Long Day“ / „Chain Gang | trad., arr. Cooke    | 2:20   |
| 3.     | Medley #1                                    | Zappa                | 7:28   |
| 4.     | Piece of A Man                               | Foster, Rice         | 2:53   |
| 5.     | Buffalo Soldier                              | Barnes, Lewis, Smith | 4:33   |
| 6.     | Medley #2                                    | Zappa                | 2:36   |
| 7.     | Medley #3                                    | Zappa                | 3:14   |
| 8.     | Hello (To FOH)“ / „Ready? (To the Band)      | Zappa                | 1:03   |
| 9.     | Call Any Vegetable                           | Zappa                | 10:36  |
| 10.    | Anyway the Wind Blows                        | Zappa                | 4:00   |
| 11.    | Magdalena                                    | Zappa, Kaylan        | 6:08   |
| 12.    | Dog Breath                                   | Zappa                | 5:41   |

| Disk 2 | Disk 2                    | Disk 2 | Disk 2 |
| Pořadí | Název                     | Autor  | Délka  |
| ------ | ------------------------- | ------ | ------ |
| 1.     | Peaches En Regalia        | Zappa  | 4:24   |
| 2.     | Tears Began to Fall       | Zappa  | 2:32   |
| 3.     | Shove It Right In         | Zappa  | 6:32   |
| 4.     | King Kong                 | Zappa  | 30:25  |
| 5.     | 200 Motels Finale         | Zappa  | 3:41   |
| 6.     | Who Are the Brain Police? | Zappa  | 7:08   |

| Disk 3 | Disk 3                                                                               | Disk 3         | Disk 3                         |
| Pořadí | Název                                                                                | Autor          | Délka                          |
| ------ | ------------------------------------------------------------------------------------ | -------------- | ------------------------------ |
| 1.     | Auspicious Occasion                                                                  | Zappa          | 2:45                           |
| 2.     | Divan 1. Once Upon A Time 2. Sofa #1 3. Magic Pig 4. Stick It Out 5. Divan Ends Here | Zappa          | 19:45 5:40 3:11 1:43 4:54 4:17 |
| 3.     | Pound for A Brown                                                                    | Zappa          | 6:03                           |
| 4.     | Sleeping in A Jar                                                                    | Zappa          | 2:46                           |
| 5.     | Wonderful Wino                                                                       | Zappa, Simmons | 5:46                           |
| 6.     | Sharleena 1970                                                                       | Zappa          | 4:52                           |
| 7.     | Cruising for Burgers                                                                 | Zappa          | 3:17                           |

| Disk 5 | Disk 5                                                       | Disk 5 | Disk 5 |
| Pořadí | Název                                                        | Autor  | Délka  |
| ------ | ------------------------------------------------------------ | ------ | ------ |
| 1.     | Billy the Mountain 1. Part 1 2. The Carnegie solos 3. Part 2 | Zappa  | —      |
| 2.     | The $600 Mud Shark Prelude                                   | Zappa  | 1:27   |
| 3.     | The Mud Shark                                                | Zappa  | 13:35  |

## Sestava
- Frank Zappa
- Mark Volman
- Howard Kaylan
- Ian Underwood
- Don Preston
- Jim Pons
- Aynsley Dunbar